# Seynesia
Seynesia — рід грибів родини Xylariaceae. Назва вперше опублікована 1883 року.